# Якимцево (Смоленская область)
Якимцево — деревня в Угранском районе Смоленской области России. Входит в состав Слободского сельского поселения. Население — 16 жителей (2007 год). 
Расположена в юго-восточной части области в 28 км к северо-востоку от Угры, в 0,1 км севернее автодороги Р132 Вязьма — Калуга — Тула — Рязань, на берегу реки Сигоса. В 27 км западнее деревни расположена железнодорожная станция Дебрянский на линии Торжок — Брянск. 

## История
В годы Великой Отечественной войны деревня была оккупирована гитлеровскими войсками в октябре 1941 года, освобождена в марте 1943 года.